# Anscheinsbeweis
Der Anscheinsbeweis (auch: Beweis des ersten Anscheins, Prima-facie-Beweis) ist eine Methode der mittelbaren Beweisführung. Er erlaubt, gestützt auf Erfahrungssätze Schlüsse von bewiesenen auf zu beweisende Tatsachen zu ziehen. Die klassischen Anwendungsfälle des Anscheinsbeweises sind die Feststellung von Kausalität und Verschulden im Zivilprozess.
Eine Legaldefinition ist in Deutschland nicht vorhanden. Das Gesetz nimmt aber vereinzelt auf den Anscheinsbeweis Bezug (so etwa § 371a der deutschen Zivilprozessordnung für qualifizierte elektronische Signaturen). Die Rechtsnatur des Anscheinsbeweises ist bis heute umstritten. Auch besteht weder in der Schweiz noch in Deutschland eine einheitliche Terminologie. Es wird von Anscheinsbeweis, Prima-facie-Beweis oder auch von tatsächlicher Vermutung gesprochen. Eine anerkannte dogmatische Aufarbeitung fehlt sowohl in Lehre als auch Rechtsprechung.

## Voraussetzungen des Anscheinsbeweises
Folgt man der überwiegend vertretenen Beweiswürdigungstheorie, wird für einen Anscheinsbeweis ein Erfahrungssatz vorausgesetzt, der stark genug ist, die volle Überzeugung des Gerichts von einem bestimmten Geschehensablauf auch dann zu begründen, wenn nicht alle Einzelheiten des Sachverhaltsgeschehens ermittelt werden konnten. Vorausgesetzt wird dabei regelmäßig eine gewisse Typizität des zu beweisenden Geschehensablaufs.
Folgt man der von einer Minderheit vertretenen Beweismaßtheorie, so müssen für einen Anscheinsbeweis folgende Voraussetzungen erfüllt sein (Aufstellung gemäß Schlauri):
- eine Klage droht an einem für die anzuwendenden Normen (vertraglicher oder gesetzlicher Natur) geradezu symptomatischen Mangel an Beweismitteln beider Parteien zu scheitern,
- dadurch werden Gesetzes- bzw. Vertragszweck regelmäßig in Frage gestellt,
- der Beweisführer hat die ihm nach Treu und Glauben zumutbaren Maßnahmen zur Beweissicherung getroffen, und
- der zu beweisende Sachverhalt ist zumindest überwiegend wahrscheinlich, wobei das tatsächlich geforderte Beweismaß von den Möglichkeiten des Beweisführers im Einzelfall abhängt.

## Widerlegung des Anscheinsbeweises
Der Anscheinsbeweis kann erschüttert werden, indem Tatsachen vorgetragen und gegebenenfalls bewiesen werden, die die Möglichkeit eines anderen (atypischen) Geschehensablaufs im Einzelfall begründen. Insbesondere wird kein Beweis des Gegenteils verlangt.
Die vom Anscheinsbeweis begünstigte Partei muss dann auf andere Weise versuchen, das Gericht von der Wahrheit ihres Tatsachenvortrages zu überzeugen.

## Dogmatische Einordnung
Die dogmatische Einordnung des Anscheinsbeweises ist bis heute umstritten. Vertreten werden insbesondere eine Beweislasttheorie, eine Theorie der Beweiswürdigung sowie eine Beweismaßtheorie.

### Beweislasttheorie
Nach der so genannten Beweislasttheorie ging vor allem die ältere deutsche Literatur davon aus, dass durch einen zum Anscheinsbeweis tauglichen Erfahrungssatz die Beweislast umgekehrt würde.
Beweislastregeln legen fest, wie das Gericht im Falle der Beweislosigkeit («non liquet») zu entscheiden hat. Während eine Beweislastregel die Beweislast jedoch unabhängig vom Nachweis tatsächlicher Voraussetzungen festlegt, ist für das Greifen des Anscheinsbeweises der Nachweis einer Basis nötig: So muss etwa im EC-Karten-Missbrauch-Fall die Bank zunächst nachweisen, dass tatsächlich eine Transaktion mit der entsprechenden Karte und PIN ausgelöst wurde, und dass ihr System mit den ihr zumutbaren Sicherheitsmechanismen ausgestattet war. Gelingt der Anscheinsbeweis, so entscheidet das Gericht demnach entsprechend den einen Anschein begründenden Beweismitteln, d. h., es liegt kein «non liquet» vor. Gelingt der Entkräftungsbeweis, so liegt wieder ein «non liquet» vor, sodass die ursprünglichen Beweislastregeln greifen. Dies spricht gegen die Beweislasttheorie.
Eine Erklärung für die Beweislasttheorie könnte auch in der Vermischung der Begriffe von objektiver Beweislast und Beweisführungslast liegen. Während die objektive Beweislast durch den Anscheinsbeweis nicht berührt wird, dreht dieser natürlich die Beweisführungslast um.

### Beweiswürdigungstheorie
Nach in der Schweiz und in Deutschland wohl überwiegender Lehre und Rechtsprechung wird davon ausgegangen, der Anscheinsbeweis betreffe die Art und Weise der richterlichen Beweiswürdigung. Insbesondere bewirkt der Anscheinsbeweis demnach weder eine Änderung der Beweislastverteilung, noch eine Absenkung der Beweisanforderungen. Die Rede ist auch von Beweiswürdigungstheorie.
Vom Indizienbeweis unterscheidet sich der Anscheinsbeweis nach der Beweiswürdigungstheorie durch die geringere Aufklärungsintensität. Beim Indizienbeweis ist eine Gesamtwürdigung aller Einzelheiten des Sachverhalts erforderlich, um den Schluss auf eine nicht unmittelbar feststellbare Tatsache zu ziehen. Demgegenüber genügt beim Anscheinsbeweis eine Gesamtbetrachtung des Sachverhalts. Eine Aufklärung aller Einzelheiten des Sachverhalts ist nicht notwendig. Die geringere Aufklärungsintensität beim Anscheinsbeweis rechtfertigt sich durch die höheren Anforderungen an die zu Grunde liegenden Regeln der Lebenserfahrung.
Auch an der Beweiswürdigungstheorie werden jedoch in der Literatur Zweifel geäußert. Es wird geltend gemacht, ein „Anscheinsbeweis“ in dieser Form sei nichts anderes als eine tatsächliche Vermutung. (Eine solche liegt vor, wenn ein Gericht im Rahmen eines mittelbaren Beweises gestützt auf bewiesene Tatsachen und Erfahrungssätze die volle Überzeugung von einem Sachverhalt gewinnen kann; wobei die Terminologie auch hier unsicher ist.) Gerade in den geschilderten Fällen des Auffahrunfalls und des EC-Karten-Missbrauchs verblieben dem Gericht jedoch Zweifel, sodass genau genommen nicht mehr von einer vollen Überzeugung die Rede sein könne. Dies gelte erst recht für den Fall mit dem Einschreibebrief, in dem das Gericht die Zulassung des Anscheinsbeweises mit dem Argument abgelehnt habe, der Beweisführer habe die ihm zumutbaren Beweissicherungsmaßnahmen nicht getroffen, denn die Ergreifung von Beweissicherungsmaßnahmen habe mit dem Überzeugungsgrad eines Gerichts nichts zu tun.

### Beweismaßtheorie
In den Fällen zur Arzthaftpflicht und zum EC-Karten-Missbrauch erfolgte offensichtlich eine Abkehr vom Erfordernis der vollen Überzeugung des Gerichts und damit eine Reduktion des Beweismaßes auf eine überwiegende Wahrscheinlichkeit bzw. auf bloßes Glaubhaftmachen. Die entsprechende in der Literatur im Vordringen begriffene Einordnung des Anscheinsbeweises wird gemeinhin als Beweismaßtheorie bezeichnet.
In ähnlicher Weise wird in der Schweiz regelmäßig beim Beweis des natürlichen Kausalzusammenhangs argumentiert (teilweise unter expliziter Berufung auf einen Prima-facie- oder Anscheinsbeweis). Demnach muss es genügen, wenn Erfolge der fraglichen Art normalerweise von einer Ursache wie der festgestellten bewirkt zu werden pflegen oder wenn umgekehrt Ereignisse wie das zu beurteilende normalerweise Erfolge wie den fraglichen hervorrufen, sodass an andere Ursachen vernünftigerweise wohl nicht zu denken ist.
Der von den Vertretern der Beweiswürdigungstheorie verwendete Begriff des Anscheinsbeweises vermischt gemäß den Anhängern der Beweismaßtheorie zwei unterschiedliche Aspekte der Beweisführung: In einer Fallgruppe (Schiffskollisionsfall und ähnliche) wird das Gericht durch Indizien voll davon überzeugt, dass irgendein tatbestandsmäßiges Verhalten vorliegt. Unklar bleibt einzig, welches von verschiedenen denkbaren tatbestandsmäßigen Verhalten genau vorgelegen hat. Gleichwohl ist das Gericht aufgrund der Beweislage von der Tatbestandsmäßigkeit voll überzeugt. In diesen Fällen entspricht das Vorgehen einer tatsächlichen Vermutung, sodass der Begriff des Anscheinsbeweises vermieden werden sollte. In einer zweiten Gruppe von Entscheidungen (Auffahrunfall-Fall, Arzthaftpflicht-Fall, EC-Fall) befindet sich der Beweisführer in Beweisnot, und das Beweismaß wird gesenkt, um ihm den Beweis doch noch zu ermöglichen, weil Sinn und Zweck der anwendbaren Gesetze oder Verträge ohne eine Beweismaßreduktion überhaupt nicht erreicht werden könnten. Allein hier sollte gemäß der Beweismaßtheorie von Anscheinsbeweis gesprochen werden.

## Kasuistik

### Schiffskollision
Ist nachgewiesen, dass ein Schiff an geeigneter Stelle am Ufer eines Flusses verankert war (d. h. so, dass noch eine ausreichend breite Fahrrinne bestehen blieb), so geht die deutsche Gerichtspraxis im Falle einer Kollision vom Verschulden des Führers eines kollidierenden Schiffes aus, weil erfahrungsgemäß bei einem typischen Geschehensablauf jedes denkbare Verhalten des Schiffsführers schuldhaft gewesen wäre. Die Gerichte begnügen sich also damit, dass irgendein schuldhaftes Verhalten vorgelegen hat, und es wird auf den schwierigen Nachweis des tatsächlichen Geschehensablaufs verzichtet. Anhand dieses und ähnlicher Fälle wurde der Anscheinsbeweis im deutschen Schifffahrtsprozess aus alten Beweislastregeln entwickelt.

### Autounfälle
Sehr ähnlich ist die Praxis deutscher Gerichte bei Auffahrunfällen im Straßenverkehr. In der Regel fehlt auch hier die genaue Kenntnis vom Geschehensablauf, weshalb das Verschulden regelmäßig nicht nachgewiesen werden könnte, und auch diesfalls stellt das Gericht Überlegungen an, ob nicht den Auffahrenden «nach dem ersten Anschein» ein Verschulden trifft. Dabei hilft der Erfahrungssatz, dass der Fahrer des auffahrenden Fahrzeugs bei Auffahrunfällen typischerweise die im Straßenverkehr erforderliche Sorgfalt unbeachtet ließ, also unaufmerksam war, oder den erforderlichen Abstand nicht einhielt bzw. zu schnell fuhr. Auch hier wird also bei einer Kollision von irgendeinem schuldhaften Verhalten ausgegangen.
Kommt ein Fahrzeug von der Fahrbahn ab und entstehen hierdurch Schäden (z. B. Fußgänger, Gartenzäune), so kann nach der Rechtsprechung auch hier von einem Anscheinsbeweis zulasten des Fahrzeugführers ausgegangen werden: Entweder sei dieser dann zu schnell gefahren oder zu unaufmerksam gewesen; in beiden Fällen liegt dann ein Verschulden vor. Diesen Anscheinsbeweis muss dann der Fahrzeugführer entkräften, so z. B. bei einem vom Fahrzeugführer nicht zu vertretenen technischen Defekt des Fahrzeuges oder einem gebotenen Ausweichmanöver (Hindernisse auf der Fahrbahn).
Auf ein Verschulden in der Form der Fahrlässigkeit schließt Rechtsprechung auch bei Unfällen im Rahmen des Überholens ohne hinreichenden Seitenabstand. Kollidiert ein Fahrzeug unmittelbar nach dem Einfahren in die Fahrbahn mit dem fließenden Verkehr, so spricht der Anscheinsbeweis für ein Verschulden des Einfahrenden; gleiches gilt bei Unfällen mit dem fließenden Verkehr nach Verlassen eines Parkstreifens.

### Arzthaftpflicht
Im Entscheid des Schweizerischen Bundesgerichts  hatte ein Arzt einer Patientin zur Behandlung von Schulterbeschwerden Cortison gespritzt. Durch die Injektion wurde eine schwere Entzündung mit Invaliditätsfolge ausgelöst, was trotz Fehlens konkreter Indizien auf mangelnde Sterilität der Spritze zurückgeführt wurde. Wird durch eine ärztliche Behandlung eine (neue) gesundheitliche Beeinträchtigung verursacht und war die Möglichkeit negativer Auswirkungen der Behandlung erkennbar, so besteht nach Auffassung des Bundesgerichts eine «tatsächliche Vermutung» dafür, dass nicht alle gebotenen Vorkehrungen getroffen wurden und somit eine objektive Sorgfaltspflichtverletzung vorliegt. Diese Vermutung dient laut Bundesgericht «der Beweiserleichterung.»

### Einschreibebrief
Der Halter eines Lastwagens (Beklagter) war bei einer Versicherung (Klägerin) gegen Haftpflicht versichert, hatte jedoch eine Vierteljahresprämie nicht bezahlt. Nachdem durch den Lastwagen ein Unfall verursacht wurde, behauptete die Klägerin, den Beklagten einmal mit Einschreibebrief in der gesetzlich vorgeschriebenen Form gemahnt und später ein zweites Mal an die Zahlung erinnert zu haben, worauf aber keine Zahlung eingegangen sei. Zum Zeitpunkt des Unfalles habe daher kein Versicherungsschutz mehr bestanden. Der Beklagte bestritt den Eingang der Briefe. Die Vorinstanz hatte den Eingang der Briefe nach dem ersten Anschein als erwiesen betrachtet, weil die Klägerin ihren Versand hatte beweisen können. Der Bundesgerichtshof verlangte indessen für den Nachweis des Zugangs den vollen Beweis. Dies wurde zunächst mit dem Argument begründet, nach den Erfahrungen des täglichen Lebens komme es auch unter normalen Verhältnissen immer wieder vor, dass abgeschickte Briefe, auch Einschreiben, den Empfänger nicht erreichten (auf eine Million Sendungen seien 266,3 gemeldete Verluste zu verzeichnen gewesen), weshalb die für die Annahme eines Anscheinsbeweises nötige Typizität nicht zu bejahen sei. Im Weiteren würde die Zulassung des Anscheinsbeweises bedeuten, dem Empfänger den in der Regel gar nicht zu führenden Beweis des fehlenden Zuganges aufzuerlegen, was darauf hinausliefe, den Zugang mit der Aufgabe der Sendung gleichzusetzen, was wiederum dem Wortlaut von § 130 BGB widerspräche, der den Zugang voraussetzt. Für ein solches Abweichen vom Gesetzeswortlaut bestehe zudem gar kein Bedürfnis, weil der Absender es in der Hand habe, förmlich zuzustellen oder einen Rückschein zu verlangen. Der Absender habe demnach genügend Mittel zur Verfügung, den ihm obliegenden Beweis des Zugangs von vornherein sicherzustellen und es sei keineswegs unbillig, ihn das Beweisrisiko tragen zu lassen.

### Missbrauch einer EC-Karte
Eine Rentnerin hatte ihre EC-Karte noch nie eingesetzt. Nachdem ihr mehrere Karten aus einer Handtasche gestohlen worden waren, wurden während mehrerer Tage Beträge abgehoben, bis die Klägerin – nach Bemerken des Diebstahls – die Karte sperren ließ.
Das Landgericht Frankfurt ging von der hinreichenden Sicherheit des eingesetzten Systems aus. Es müsse daher davon ausgegangen werden, dass die Kundin in fahrlässiger Weise ihre PIN preisgegeben habe. Die Bank steht in einem solchen Fall nach deutscher Rechtsprechung typischerweise vor der Schwierigkeit, keinen vollen Beweis dafür erbringen zu können, dass die PIN unsorgfältig aufbewahrt wurde. Dies darf indessen nicht dazu führen, dass sich ein Kunde regelmäßig mit der einfachen Behauptung, die Karte sei ihm gestohlen worden, aus der Affäre ziehen kann. Deshalb wird der Bank regelmäßig ein Anscheinsbeweis für eine unsorgfältige Aufbewahrung der PIN durch den Kunden zugestanden, sofern der Systembetreiber alle zumutbaren Sicherheitsvorkehrungen getroffen hat.

### IT-Sicherheitsverletzungen im E-Mail-Verkehr
Das Oberlandesgericht (OLG) Karlsruhe hat in einem Fall, bei dem ein Dritter unbefugt Zugang zu einem E-Mail-Account erlangte und manipulierte Rechnungen verschickte, den Schadenersatzanspruch einer gutgläubig zahlenden Person verneint. Dies gilt, wenn weder eine Pflichtverletzung noch ein kausaler Zusammenhang für den Schaden nachgewiesen werden können. Das Gericht lehnte einen Anscheinsbeweis für mangelnde IT-Sicherheitsmaßnahmen ab, da der unbefugte Zugang nicht auf unzureichende Sicherheitsvorkehrungen zurückgeführt wurde.

### Illegaler Betäubungsmittelbesitz in nicht unerheblicher Menge
Werden im Besitz eines Verdächtigen illegale Betäubungsmittel in „nicht unerhebliche Menge“ (beispielsweise 1 Kilogramm Heroin) vorgefunden, darf diesem nach aktueller Rechtsprechung, eine Handelsabsicht über den Prima-facie-Beweis unterstellt werden, da ein Besitz aus Eigenbedarf – bei einer solchen Menge – als ausgeschlossen gilt.

### Arbeitnehmer erbringt vereinbarte Arbeit
Nach Auffassung des Landesarbeitsgerichts Nürnberg kann dem Arbeitnehmer im Streit um die Höhe der Vergütung der Anscheinsbeweis zugutekommen: Es bestehe nämlich der Erfahrungsgrundsatz, dass ein Arbeitnehmer seine Arbeit in dem vertraglich vereinbarten Umfang auch erbringt. Dies gelte jedenfalls dann, wenn der Arbeitnehmer während eines verhältnismäßig nicht unbedeutenden Zeitraums (hier: 1 Monat) unstreitig seine vertragsgemäße Arbeitsleistung erbracht hat.

## Ausbildungsliteratur
- Volker Stück: Der Anscheinsbeweis. In: JuS 1996, 153 ff.